# Harry Nyirenda
Harry Nyirenda (Blantire, 25 de agosto de 1990) é um futebolista malauiano que atua como defensor.

## Carreira
Harry Nyirenda representou o elenco da Seleção Malauiana de Futebol no Campeonato Africano das Nações de 2010.